# Alles nur ein Spiel
Albums de Mireille Mathieu
In meinem Traum
(1996) In meinem Herzen
(2007)
Alles nur ein Spiel est un album allemand de la chanteuse française Mireille Mathieu sorti en 1999. L'album est entièrement composé par l'allemand Willy Klüter et écrit par Bernd Meinunger.

## Chansons de l'album
1. Wie soll ich leben ohne dich (Bernd Meinunger/Willy Klüter)
2. Paris (Bernd Meinunger/Willy Klüter)
3. Leg' dein Herz in meine Hand (Bernd Meinunger/Willy Klüter)
4. Das Echo der verlor'nen Zeit (Bernd Meinunger/Willy Klüter)
5. Eine Liebe so tief wie das Meer (Bernd Meinunger/Willy Klüter)
6. Immer frei sein (Bernd Meinunger/Willy Klüter)
7. Niemals ohne dich (Bernd Meinunger/Willy Klüter)
8. Alles nur ein Spiel (Bernd Meinunger/Willy Klüter)
9. C'est ça l'amour (Bernd Meinunger/Willy Klüter)
10. Zu spät für Tränen (Bernd Meinunger/Willy Klüter)
11. Wenn die Sehnsucht erwacht (Bernd Meinunger/Willy Klüter)
12. Liebe stirbt nie (Bernd Meinunger/Willy Klüter)